# Themes (Vangelis)
Themes è una compilation del musicista greco Vangelis, pubblicata nel 1989 dalla Polydor. Contiene 14 brani composti dal musicista greco e utilizzati in contesto cinematografico.

## Descrizione
Ventiseiesima pubblicazione discografica dell'artista greco, il disco raccoglie alcuni dei suoi brani che sono stati utilizzati per sonorizzare film o documentari. Mentre alcuni sono tratti da vere e proprie colonne sonore (Chariots of Fire, Opéra Sauvage, L'apocalypse des Animaux) altri sono stati estrapolati da album in studio.
Al tempo dell'uscita di Themes, i brani appartenenti alla colonna sonora di "Blade Runner" risultavano inediti, in quanto tale disco fu pubblicato solo nel 1994. I brani composti per le colonne sonore di Il Bounty (The Bounty) e Missing - Scomparso appartengono a colonne sonore che non sono mai state pubblicate ufficialmente.
Il disco risulta essere una raccolta dei brani più conosciuti di Vangelis. Si tratta di uno dei suoi album più venduti, in quanto vinse due dischi di platino in Argentina (80 000 copie), e due dischi d'oro rispettivamente in Gran Bretagna (100.000) e Svizzera (15.000).

## Tracce
1. End Titles from "Blade Runner" – 4:57
2. Main Theme from "Missing" – 3:59
3. L'Enfant – 5:00
4. Hymn – 2:45
5. Chung Kuo – 5:29
6. The Tao of Love – 2:45
7. Theme from "Antarctica" – 3:55
8. Love Theme from "Blade Runner" – 4:55
9. Opening Titles from "The Bounty" – 4:16
10. Closing Titles from "The Bounty" – 4:58
11. Memories of Green – 5:42
12. La Petite Fille de la Mer − 5:51
13. Five Circles − 5:18
14. Chariots of Fire − 3:31

### Pubblicazioni
- End Titles from "Blade Runner", Love Theme from "Blade Runner": inediti, successivamente inseriti in Blade Runner.
- Main Theme from "Missing", Opening Title from "The Bounty", Closing Titles from "The Bounty": inediti
- L'Enfant, Hymn: da Opéra Sauvage (Hymn precedentemente pubblicato come Hymne).[2]
- Chung Kuo, The Tao of Love: da China.
- Theme from Antarctica: da Antarctica.
- Memories of Green: da See You Later, successivamente incluso in Blade Runner.
- La Petite Fille de la Mer: da L'apocalypse des Animaux.
- Five Circles, Chariots of Fire: da Chariots of Fire (Chariots of Fire precedentemente pubblicato come Titles).

## Certificazioni
| Nazione     | Certificatore | Certificazione | Vendite |
| ----------- | ------------- | -------------- | ------- |
| Argentina   | CAPIF         | 2x Platino     | 80,000  |
| Regno Unito | BPI           | Oro            | 100,000 |
| Svizzera    | IFPI          | Oro            | 15,000  |

1. ↑  (ES) Certificaciones, su Cámara Argentina de Productores de Fonogramas y Videogramas. URL consultato il 21 gennaio 2022 (archiviato dall'url originale il 6 luglio 2011).
2. ↑  Themes: Premium WordPress Themes